# メフルシド
メフルシド (mefruside)は、  利尿薬のひとつ。浮腫および高血圧の治療に用いられる。
海外ではバイエルA.G. により開発され、Baycaronとして販売されている。日本では田辺三菱製薬により導入され製品名:バイカロン®として販売されている。

## 効能又は効果
- 高血圧症（本態性，腎性）
- 心性浮腫，腎性浮腫，肝性浮腫